# Казвин
Казви́н (също и Газвин; на персийски: قزوین) е град в Северен Иран, административен център и най-голям град на едноименния остан Казвин. Население – 402 748 жители (2016 г.). Градът е важен център на текстилната промишленост. Край Казвин се намира и най-голямата електроцентрала в Иран. ЖП гара на железопътната линия Техеран – Тебриз.
В града се намира Международния университет „Имам Хомейни“.